# Parrot ANAFI
El Parrot ANAFI es un vehículo aéreo no tripulado de uso profesional y recreativo desarrollado por la empresa francesa Parrot. Fue lanzado el 6 de junio de 2018. Funciona con cuatro motores brushless, con hélices plegables y una cámara estabilizada de manera mecánica y digital.

## Pilotaje
El ANAFI se controla mediante dispositivos iOS u Android mediante la aplícación Freeflight 6, mediante conexión Wi-Fi y acelerómetros de 3 ejes, realizandose mediante dos joysticks virtuales en la pantalla de la aplicación en la cual se puede ver la cámara de este en vivo mientras se vuela y es capaz de ser despegado lanzándose desde una mano.
También es capaz de ser controlado mediante el Parrot Skycontroller 3, el cual es un control con joysticks físicos y admite un alcance de 4 km a campo abierto y soporta bandas Wi-Fi de 2.4GHz y 5GHz. Se enciende al momento de levantar el soporte del dispositivo móvil y se conecta mediante conexión USB el cual permite ver la telemetría y la cámara del drone en un dispositivo móvil mediante la misma aplicación y se recarga mediante conexión USB-C 3.0.
El Parrot Skycontroller 3 también posee dos joysticks de control del zoom de la cámara y de la orientación de esta, además de dos botones que permiten grabar, capturar fotos o volver la cámara a su orientación original junto con un boton de regreso a casa para regresar el dron de manera autónoma a la posición de despegue y otro para aterrizar/despegar el dron.
El pilotaje se encuentra asistido por el sistema operativo de la aeronave, el cual corrige la altitud y desplazamiento mediante los sensores a bordo.
Si la aeronave pierde la señal Wi-Fi durante un vuelo, y no logra recuperar la conexión dentro de unos segundos, regresará automáticamente a la posición de despegue para volver a retomar la señal.
Su autonomía es de 25 minutos de vuelo con tiempo de carga de 90 minutos.

## Especificaciones técnicas

### Cámara
- Módulo equipado con un sensor Sony IMX230, de tamaño 1/2.4 pulgadas, estabilizada de manera mecánica y digital.

Vídeo:
- 4K DCI (4096x2160) 24 FPS.

- 4K (3840x2160) a 24/25/30 FPS.

- Full HD (1920x1080) a 24/30/48/50/60 FPS.

- Formato de vídeo en MP4 con códec H.264
- Transmisión de datos máxima de 100Mbps.
- Capacidad de grabación de vídeo en HDR.

Foto: 
- 21 megapíxeles (5344x4016) / 4:3 / 84° HFOV (Amplio)
- 16 megapíxeles (4608x3456) / 4:3 / 75,5° HFOV (Rectilinear)
- Formatos fotográficos: JPEG, Adobe DNG (RAW)

### Motores
- 4 motores de 60w sin escobillas, con 5500 RPM de potencia.

### Energía
- Batería inteligente de dos celdas de 2700mAh de 8V, con capacidad de carga mediante USB-C 3.0, y duración de 25 minutos de vuelo.

### Cámara vertical
- Sensor MX388
- Resolución: 640x380[3]